# Eleonora Marchiando
Eleonora Marchiando (Aosta, 27 settembre 1997) è un'ostacolista e velocista italiana.

## Biografia
Nata e cresciuta ad Aosta, ha iniziato a praticare l'atletica leggera nell'Atletica Sandro Calvesi all'età di 13 anni sotto la guida dell'ex ostacolista olimpionico Eddy Ottoz. Nel 2013 ha conquistato il suo primo titolo nazionale nella categoria allievi nei 60 metri ostacoli indoor, per poi indossare la medaglia azzurra ai campionati del mondo allievi di Donec'k. Nel 2015 ha sfiorato il podio ai campionati europei juniores di Eskilstuna nei 400 metri ostacoli, piazzandosi quarta.
Dopo un problema fisico nel 2019, l'anno successivo ha conquistato la medaglia d'argento ai campionati italiani assoluti della Spezia, sempre nei 400 metri ostacoli.
Nel 2021 ha conquistato il suo primo titolo di campionessa italiana assoluta nei 400 metri ostacoli ai campionati italiani di Rovereto con il tempo di 55"16 che le è valso la qualificazione ai Giochi olimpici di Tokyo.
Nell'ottobre 2021 passa sotto la guida di Giorgio Ripamonti, suo attuale allenatore, e a febbraio ad Ancona conquista il titolo di campionessa nazionale assoluta indoor dei 400 m piani.
Il 5 marzo 2023 si aggiudica la medaglia d'argento agli Europei indoor di Istanbul nella staffetta 4×400 m, siglando anche il nuovo record italiano con il tempo di 3'28"61.
Ad agosto partecipa ai Mondiali di Budapest nei 400 metri ostacoli venendo però eliminata in batteria con il tempo di 56"27.

## Progressione

### 60 metri piani indoor
| Stagione | Tempo | Luogo   | Data      | Rank. Mond. |
| -------- | ----- | ------- | --------- | ----------- |
| 2022/23  | 7"63  | Modena  | 11-2-2023 |             |
| 2021/22  | 7"58  | Bergamo | 23-1-2022 |             |
| 2020/21  | 7"69  | Padova  | 13-2-2021 |             |
| 2018/19  | 7"88  | Aosta   | 13-1-2019 |             |
| 2017/18  | 8"11  | Aosta   | 14-1-2018 |             |
| 2016/17  | 8"09  | Aosta   | 22-1-2017 |             |
| 2015/16  | 7"96  | Aosta   | 17-1-2016 |             |
| 2013/14  | 8"09  | Aosta   | 19-1-2014 |             |
| 2012/13  | 7"99  | Aosta   | 3-2-2013  |             |

### 400 metri piani
| Stagione | Tempo | Luogo      | Data      | Rank. Mond. |
| -------- | ----- | ---------- | --------- | ----------- |
| 2023     | 52"57 | Milano     | 13-5-2023 |             |
| 2022     | 54"06 | Vicenza    | 6-8-2022  |             |
| 2021     | 53"28 | Milano     | 17-4-2021 |             |
| 2020     | 55"26 | Milano     | 26-9-2020 |             |
| 2019     | 57"11 | Bressanone | 26-7-2019 |             |
| 2018     | 57"34 | Aosta      | 25-8-2018 |             |
| 2017     | 55"76 | Asti       | 24-6-2017 |             |
| 2013     | 57"48 | Donec'k    | 10-7-2013 |             |

### 400 metri piani indoor
| Stagione | Tempo | Luogo      | Data      | Rank. Mond. |
| -------- | ----- | ---------- | --------- | ----------- |
| 2022/23  | 52"70 | Ancona     | 19-2-2023 |             |
| 2021/22  | 53"52 | Ancona     | 27-2-2022 |             |
| 2020/21  | 53"41 | Ancona     | 21-2-2021 |             |
| 2019/20  | 55"40 | Magglingen | 26-1-2020 |             |
| 2018/19  | 55"29 | Ancona     | 16-2-2019 |             |
| 2017/18  | 55"77 | Ancona     | 4-2-2018  |             |
| 2016/17  | 57"11 | Padova     | 29-1-2017 |             |
| 2015/16  | 57"23 | Ancona     | 6-2-2016  |             |
| 2014/15  | 59"75 | Lione      | 17-1-2015 |             |

### 400 metri ostacoli
| Stagione | Tempo   | Luogo      | Data      | Rank. Mond. |
| -------- | ------- | ---------- | --------- | ----------- |
| 2023     | 55"13   | Ginevra    | 10-6-2023 |             |
| 2022     | 55"69   | Rieti      | 26-6-2022 |             |
| 2021     | 55"16   | Rovereto   | 27-6-2021 |             |
| 2020     | 57"44   | Pavia      | 8-8-2020  |             |
| 2018     | 58"32   | Rieti      | 8-7-2018  |             |
| 2017     | 58"63   | Firenze    | 11-6-2017 |             |
| 2016     | 58"75   | Bydgoszcz  | 20-7-2016 |             |
| 2015     | 58"84   | Eskilstuna | 18-7-2015 |             |
| 2014     | 59"90   | Rieti      | 21-6-2014 |             |
| 2013     | 1'02"41 | Jesolo     | 5-10-2013 |             |

## Palmarès
| Anno | Manifestazione  | Sede       | Evento      | Risultato  | Prestazione | Note             |
| ---- | --------------- | ---------- | ----------- | ---------- | ----------- | ---------------- |
| 2013 | Mondiali U18    | Donec'k    | 400 m piani | Batteria   | 57"48       |                  |
| 2015 | Europei U20     | Eskilstuna | 400 m hs    | 4ª         | 58"90       |                  |
| 2016 | Mondiali U20    | Bydgoszcz  | 400 m hs    | Semifinale | 58"88       |                  |
| 2016 | Mondiali U20    | Bydgoszcz  | 4×400 m     | 8ª         | 3'42"53     |                  |
| 2021 | Europei indoor  | Toruń      | 400 m piani | Batteria   | 23"70       |                  |
| 2021 | Europei indoor  | Toruń      | 4×400 m     | 4ª         | 3'30"32     |                  |
| 2021 | World Relays    | Chorzów    | 4×400 m     | 5ª         | 3'32"69     |                  |
| 2021 | Giochi olimpici | Tokyo      | 400 m hs    | Batteria   | 56"82       |                  |
| 2023 | Europei indoor  | Istanbul   | 4×400 m     | Argento    | 3'28"61     | Record nazionale |
| 2023 | Giochi europei  | Chorzów    | A squadre   | Oro        | 426,5 p.    | [ 2 ]            |
| 2023 | Mondiali        | Budapest   | 400 m hs    | Batteria   | 56"27       |                  |

## Campionati nazionali
- 1 volta campionessa nazionale assoluta dei 400 m ostacoli (2021)
- 1 volta campionessa nazionale assoluta indoor dei 400 m piani (2022)
- 1 volta campionessa nazionale juniores dei 400 m ostacoli (2016)
- 1 volta campionessa nazionale allievi dei 100 m ostacoli (2014)
- 1 volta campionessa nazionale allievi dei 60 m ostacoli indoor (2013)

2013
- dq in batteria ai campionati italiani allievi indoor, 400 m piani
- Oro ai campionati italiani allievi indoor, 60 m hs (76,2 cm) - 9"08
- Argento ai campionati italiani allievi, 400 m hs - 1'02"41

2014
- 5ª in batteria ai campionati italiani allievi indoor, 60 m piani - 8"12
- 4ª ai campionati italiani allievi indoor, 60 m hs (76,2 cm) - 8"89
- Oro ai campionati italiani allievi, 100 m hs (76,2 cm) - 14"36
- Argento ai campionati italiani allievi, 400 m hs - 59"90

2015
- 19ª ai campionati italiani assoluti indoor, pentathlon - 3 043 p.
- 4ª ai campionati italiani juniores indoor, 60 m hs - 8"96
- Argento ai campionati italiani juniores, 400 m hs - 59"12
- 3ª in batteria ai campionati italiani assoluti, 400 m hs - 1'01"45

2016
- 6ª ai campionati italiani juniores indoor, 400 m piani - 57"49
- 3ª in batteria ai campionati italiani assoluti indoor, 400 m piani - 57"81
- Oro ai campionati italiani juniores, 400 m hs - 59"37

2017
- 6ª ai campionati italiani under 23 indoor, 60 m hs - 8"92
- 3ª in batteria ai campionati italiani under 23 indoor, 400 m piani - 57"48
- Argento ai campionati italiani under 23, 400 m hs - 58"63
- 8ª ai campionati italiani assoluti, 400 m hs - 1'00"85
- 5ª ai campionati italiani assoluti, 4×400 m - 3'45"36

2018
- 6ª ai campionati italiani promesse indoor, 400 m piani - 55"77
- ai campionati italiani promesse, 400 m hs - 58"45
- 8ª ai campionati italiani assoluti, 400 m hs - 1'01"01
- 4ª ai campionati italiani assoluti, 4×400 m - 3'47"24

2019
- 4ª in batteria ai campionati italiani assoluti indoor, 400 m piani - 55"29
- 7ª in batteria ai campionati italiani assoluti, 400 m piani - 57"11
- Oro ai campionati italiani assoluti, staffetta 4x400 m - 3'48"35
- Argento ai campionati italiani promesse indoor, 400 m piani - 55"33

2020
- 4ª in batteria ai campionati italiani assoluti indoor, 400 m piani - 55"62
- 6ª ai campionati italiani assoluti indoor, 4×400 m - 3'50"84
- Argento ai campionati italiani assoluti, 400 m hs - 57"45
- 5ª ai campionati italiani assoluti, 4×400 m - 3'48"12

2021
- Bronzo ai campionati italiani assoluti indoor, 400 m piani - 53"41
- 4ª ai campionati italiani assoluti indoor, 4×400 m - 3'47"51
- Oro ai campionati italiani assoluti, 400 m hs - 55"16

2022
- Oro ai campionati italiani assoluti indoor, 400 m piani - 53"52

2023
- Bronzo ai campionati italiani assoluti indoor, 400 m piani - 52"70
- Bronzo ai campionati italiani assoluti, 400 m hs - 55"35

2025
- 6ª ai campionati italiani assoluti indoor, 400 m hs - 54"88

## Altre competizioni internazionali
2021
- Bronzo in Super League agli Europei a squadre ( Chorzów), 4×400 m - 3'29"05

2023
- Campionati europei a squadre di atletica leggera ( Chorzów)